# Istle

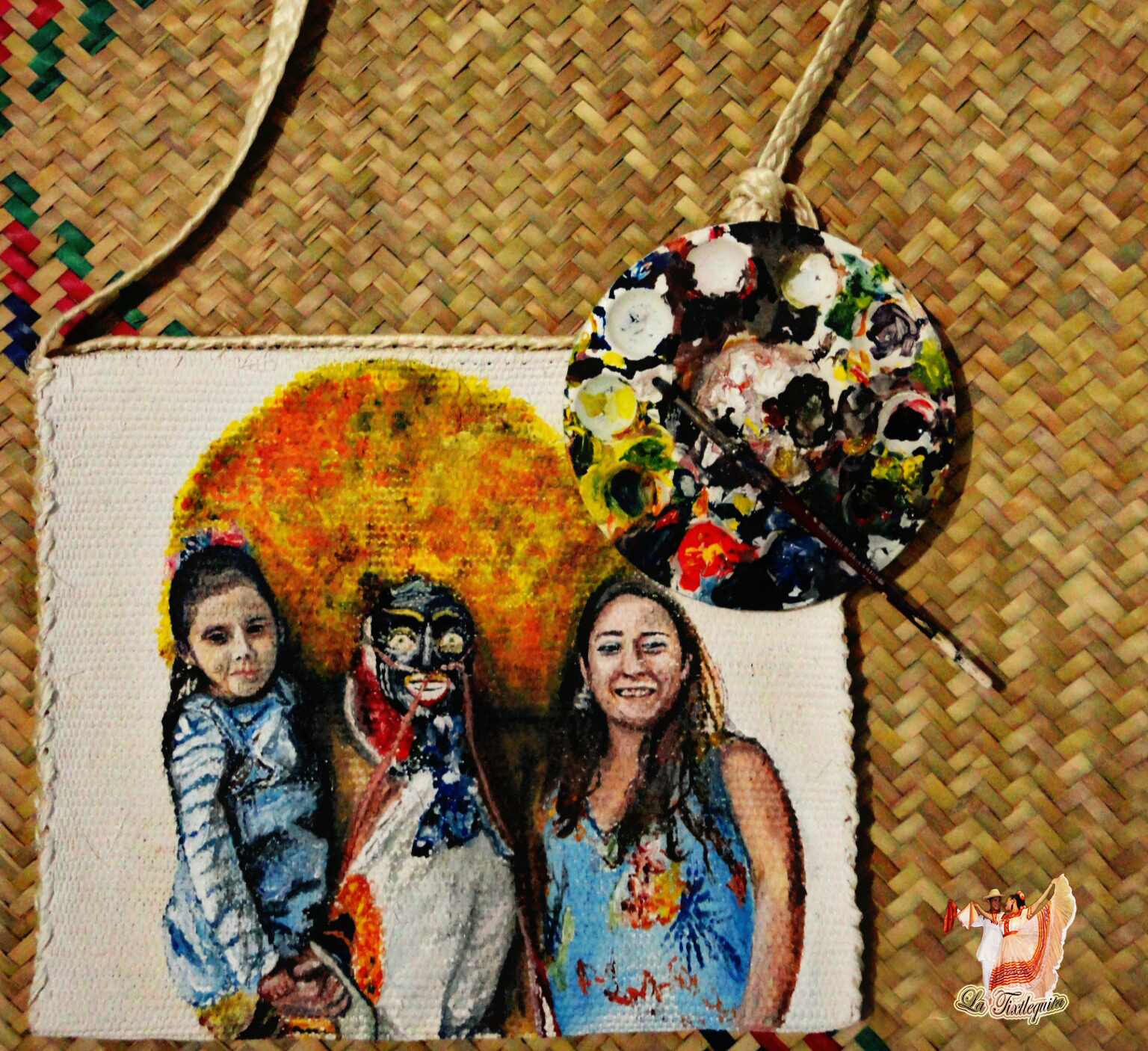
Sac à dos en fibre istle peint artistiquement.

L'istle est une fibre végétale connue pour sa résistance, qui a été utilisée au Mexique depuis l'antiquité, étant une partie fondamentale de l'économie et la culture mexicaine au fil des ans. Elle provient principalement de l'agave lechuguilla, plante connue pour être la plus exploitée des temps anciens, ses fibres étaient utilisées comme fibres textiles et ses épines comme aiguilles.
Au Mexique, l'exploitation des fibres dures de plantes sauvages telles que la lechuguilla, le palmier, la racine de zacatón, entre autres, fournit une activité à une grande partie du secteur rural des États du Nord, comme Nuevo León, San Luis Potosí, Coahuila, Tamaulipas et Zacatecas. Les agriculteurs de ces régions ne consacrent normalement pas plus d'une centaine de jours aux travaux agricoles, car le reste de l'année, le climat ne permet pas à cette activité d'être rentable. De ce fait, de nombreux paysans consacrent le reste de l'année à l'exploitation de ces fibres ; même les habitants des plaines où il n'y a pas de palmiers et de lechuguilla arrivent pour émigrer pendant de longues périodes dans les régions montagneuses, généralement pendant la saison sèche, pour se consacrer à cette activité.

## Variétés

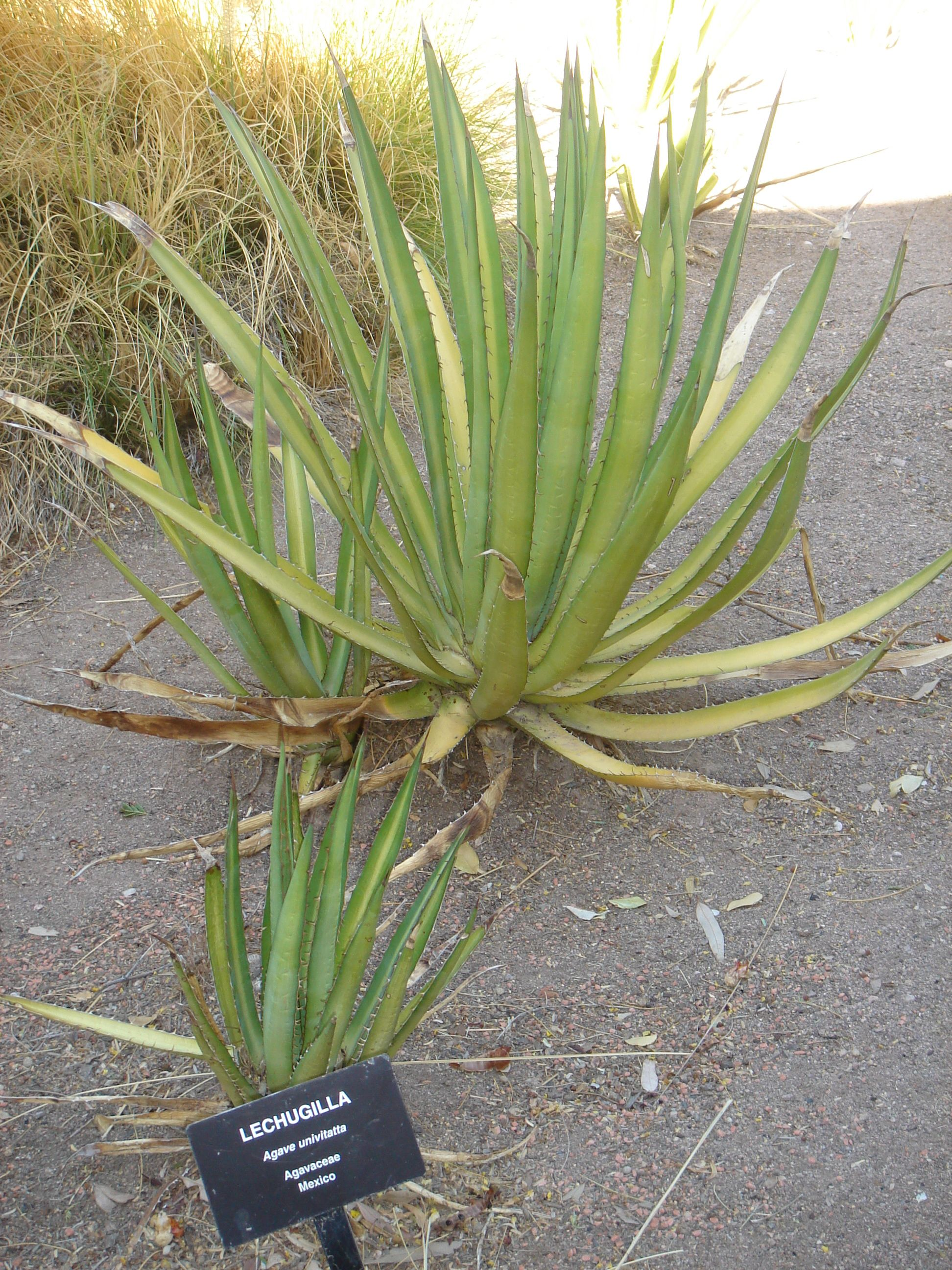
La lechugilla est l'agave dont est extraite l'une des fibres de l'istle.

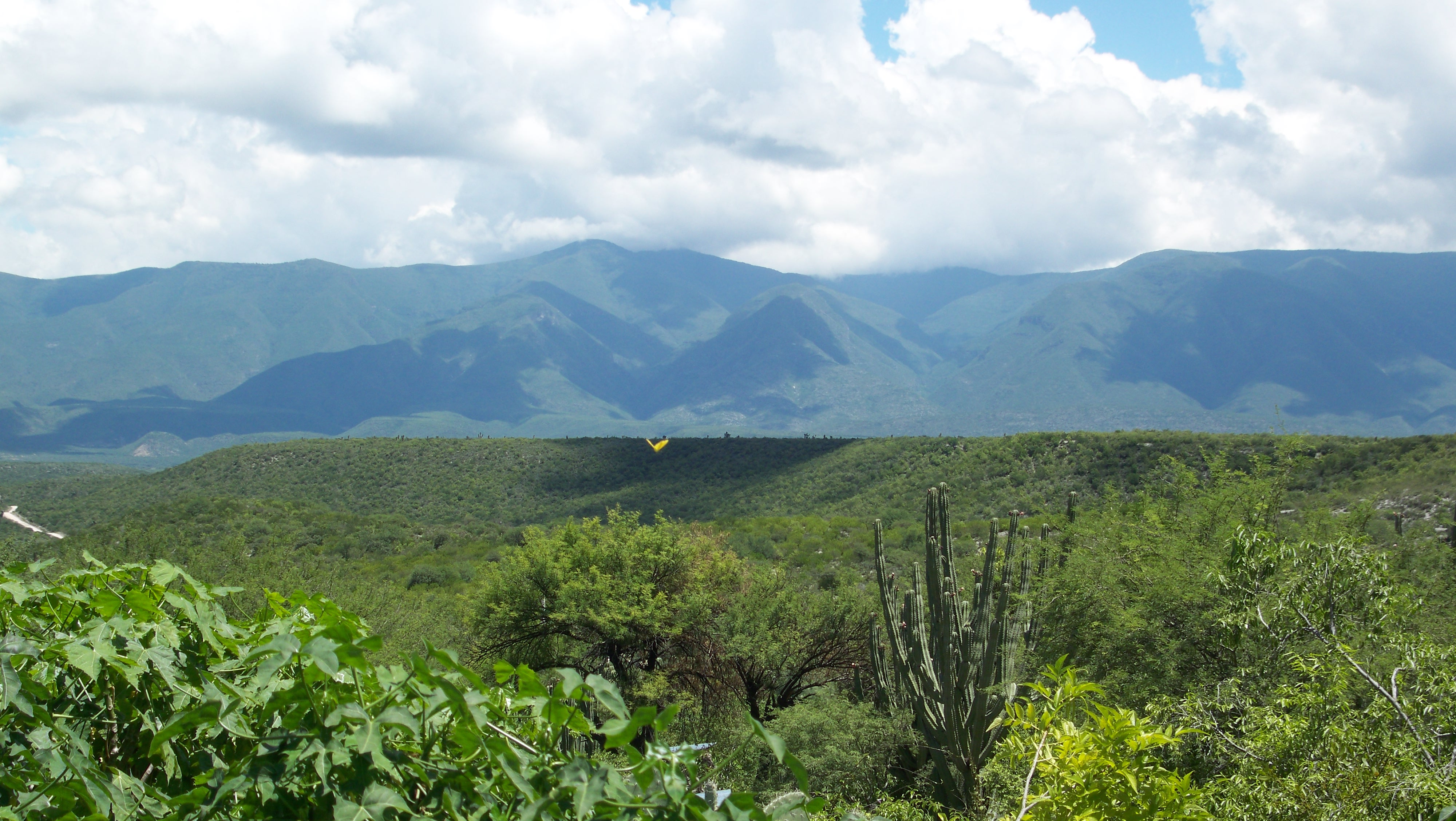
Jaumave est l'agave qui donne son nom à La Independencia, Jaumave, Tamaulipas et est également utilisé pour produire des fibres.

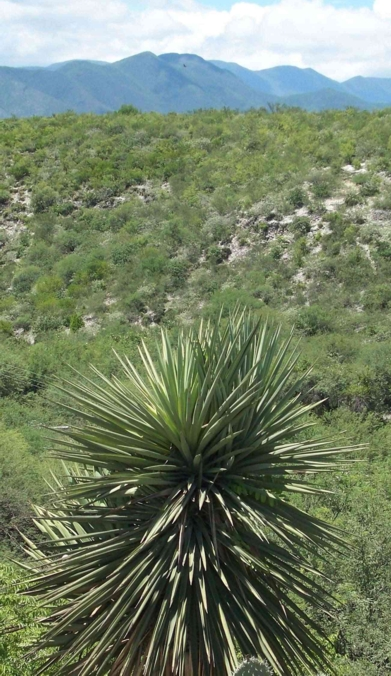
Le palmier est un grand producteur d'istle.

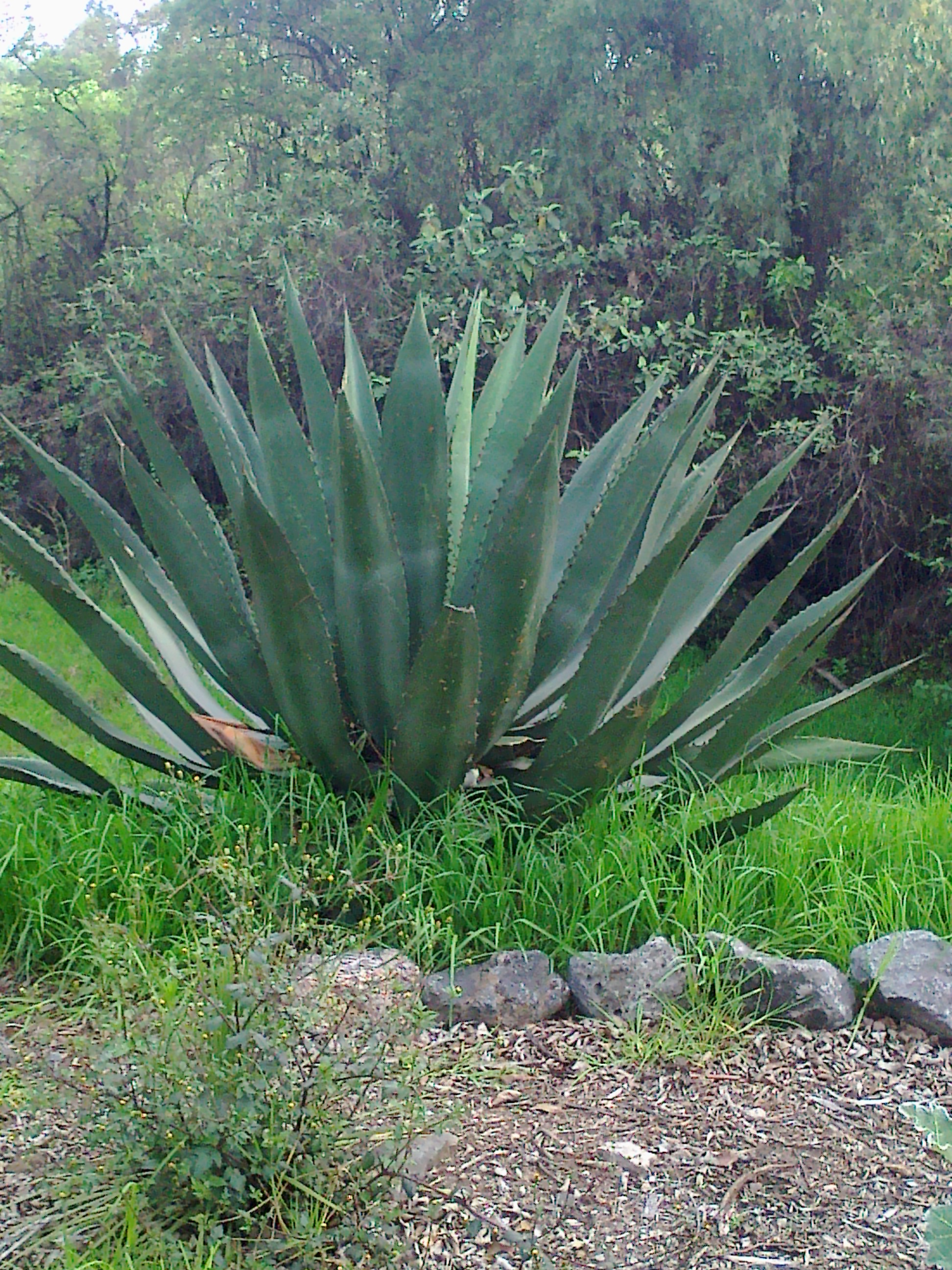
L'istle est également obtenu à partir de maguey.

Il y a plusieurs sortes d'istle : la lechuguilla, la jaumave, le maguey et la palmier. Le premier est de fibre longue et blanche ; le second est de fibre encore plus longue et plus blanche ; le maguey est aussi blanc et de fibre longue et enfin, le paume, est de fibre dure, courte et jaunâtre. Dans certains endroits, on l'appelle pita.

## Obtention
L'istle est obtenu à partir des feuilles centrales de l'agave lechuguilla selon la méthode suivante : d'abord les sculpteurs récoltent les bourgeons, qui sont les feuilles centrales de l'agave, ensuite ceux-ci sont battus, autrefois ils étaient battus avec un os tranchant ou les feuilles étaient frappées contre des roches afin d'obtenir la fibre. Une fois sèche, elle est transportée vers les agences de collecte pour être triée, puis distribuée aux unités de fabrication pour être industrialisée et mise sur le marché.
L'industrialisation s'effectue de la manière suivante : elle commence par la classification et la sélection manuelle de la fibre en tenant compte de sa longueur et de son épaisseur, suivie d'un râtelage pour un traitement industriel. Ensuite, les têtes et les pointes sont coupées, ce qui permet d'obtenir des fibres de même longueur, puis elles sont peignées superficiellement par des machines qui les rendent douces et lisses, et enfin, elles sont emballées dans des tubes en papier qui sont ensuite coupés et généralement conditionnés en boîtes.

## Usages
L'istle est utilisé dans la fabrication de brosses et de pinceaux pour des usages industriels et domestiques. En ne produisant pas d'électricité statique, il empêche l'adhérence de la poussière, ce qui la rend meilleure que les autres fibres dures, en plus est extrêmement fort, durable et résistant. On l'utilise aussi pour remplir les rembourrages ou les coussins, pour fabriquer des tapis, des cordes, des sacs, des sacs à dos, etc.. Un autre produit important dans l'histoire du Mexique est la ceinture de piteados. On ne sait pas avec certitude quand cette technique de broderie est apparue, mais on soupçonne qu'elle l'était à la fin du XIXe siècle. Ces ceintures sont une partie fondamentale de l'habillement des charros mexicains ; les ceintures piteados sont spéciales à cause des tissus complexes qui sont faits avec du fil de pita sur le cuir. De nos jours ces ceintures sont considérées artisanales et peuvent être extrêmement chères.

## Histoire

### Les temps anciens et la conquête
Les fibres les plus utilisées à l'époque préhispanique étaient les légumes, bien qu'on ait également été utilisées (comme ornements), des plumes, des poils de lapin, des peaux, des coquillages et des fils d'argent et d'or. Les fibres dures, telles que l'henequén et istle, ont été les premières à être utilisées par des mains préhispaniques.
L'istle a été obtenu principalement par les indigènes de l'ère préhispanique appartenant aux régions d'Amérique aride (états actuels de Coahuila, Nuevo Leon, Durango et Tamaulipas entre autres) et une partie de la Mésoamérique (Oaxaca, Guerrero) bien que dans cette dernière ce ne fut pas l'agave lechuguilla.
La grande majorité des autochtones utilisaient l'istle pour tisser des vêtements, des filets de pêche et des ayates (es), des mecapales (utilisés pour transporter de plus grandes charges), pour fabriquer des éventails, des cordes, des cannes à pêche, des sacs, des sandales, des huaraches, des fils et des cordes pour instruments de musique.
Les mantas, les huipiles et les faldillas étaient taxés par les Mazahuas dans le centre du Mexique, selon le Codex Mendocino et la Matrícula de Tributos, qui taxaient environ 8 000 mantas. On pense que parce que la population était plus nombreuse avant l'arrivée des Espagnols, ces chiffres n'étaient pas si absurdes.
Les seigneurs de la Triple Alliance voulaient obtenir ces textiles plus pour leur fonction monétaire, que comme instruments dans les cérémonies et même comme un défi de guerre.
Les femmes jouaient un rôle très important dans la production textile de cette époque, on enseignait aux filles l'art du tissage dès leur plus jeune âge, ce processus était accompagné d'une discipline très rigide et on était souvent puni. Les femmes qui se distinguent le plus dans l'art du tissage du coton et de l'istle sont les Mazahuas.
La région de Chinantla dans l'état d'Oaxaca était l'un des principaux sièges de la nouvelle et florissante industrie istle à l'époque précoloniale (et le serait jusqu'au XXe siècle). Des rapports datant de l'époque de la conquête nous indiquent que la fibre produite dans la forêt de Chinantla était valorisée et achetée dans des villes aussi éloignées que Veracruz.

### De l'ère coloniale auXIXesiècle
A cette époque,naît l'union des Espagnols avec les indigènes et l'agriculture mexicaine. Presque tout l'équipement utilisé à cette fin a été fait avec du bois, du cuir, du palmier et des tiges pour faire des paniers.
En 1889, à l'exposition de Paris, la fibre de pita fut exposée, attirant puissamment l'attention par l'excellence de ses qualités, sa finesse, sa couleur, son éclat et sa résistance, surpassant les autres fibres qui furent présentées dans cette exposition.
L'histoire de l'istle continue à se développer au cours de cette période grâce à sa notoriété en tant que fibre de haute qualité, la résistance à l'eau salée était une qualité extrêmement utile pour les marins européens, qui l'utilisaient pour fabriquer les cordes et cordages de leurs navires.
L'industrie de l'istle est devenue si importante qu'à la fin du XVIIIe siècle, à Acayucan (en), dans l'état de Veracruz on produisait pour l'equivqlent de 500 000 à 600 000 pesos, ce qui en faisait l'un des produits les plus puissants de Veracruz. L'istle a été commercialisé presque à l'état brut.
En 1856, après la victoire des libéraux, le marché mexicain est ouvert et une réforme est mise en œuvre qui met fin au protectionnisme des années 1820. Le boom des fibres mexicaines était jusqu'à présent affecté par l'introduction du coton étranger, beaucoup moins cher, et la diminution des feuilles pour l'exportation des cultures de Chinantla et Veracruz, ce qui a entraîné l'extraction de la plante dans les populations sauvages qui abondaient dans ces régions.
On considère que 1905 est l'année où la production et la commercialisation d'istle ont atteint leur apogée à l'échelle nationale.

### Istle duXXesiècleà la deuxième décennie duXXIesiècle
Pendant le Porfiriato, la participation des États-Unis au commerce avec le Mexique s'est accrue, les échanges se sont davantage orientés vers l'exportation des matières premières. L'istle exporté à cette époque provient principalement du centre et du nord du pays.
Cependant, l'essor croissant de l'henequen comme fibre la plus prisée à l'exportation a poussé l'istle à l'arrière-plan, puisque l'henequen pouvait être exploitée plus efficacement grâce à l'invention d'une machine qui défibrille, ce qui fait que les propriétaires terriens yucatans ont presque monopolisé la production d'henequen et le travail  presque asservi les Mayas yucatan.
Le 25 mai 1932, à Saltillo, fut créée la Confédération Nationale des Coopératives Istlera, dont l'objectif était de protéger les travailleurs de l'industrie de l'extraction, ce qu'elle n'a pas réussi.
Au début des années 1970, les principaux centres de production d'istle ne sont qu'une petite partie de ceux qui l'utilisaient encore pour la broderie et l'élaboration d'articles de maroquinerie et de sellerie ou d'art piteado, qui était utilisé dans des œuvres qui datent de l'époque coloniale et qui continuaient à être exportées en Europe.

On croyait que la fin de l'istle allait bientôt arriver, mais avec l'avènement du réchauffement climatique, l'utilisation de matériaux synthétiques a été fortement critiquée, ce qui a forcé les entreprises à revenir à des matériaux plus naturels donnant une seconde chance à l'istle.

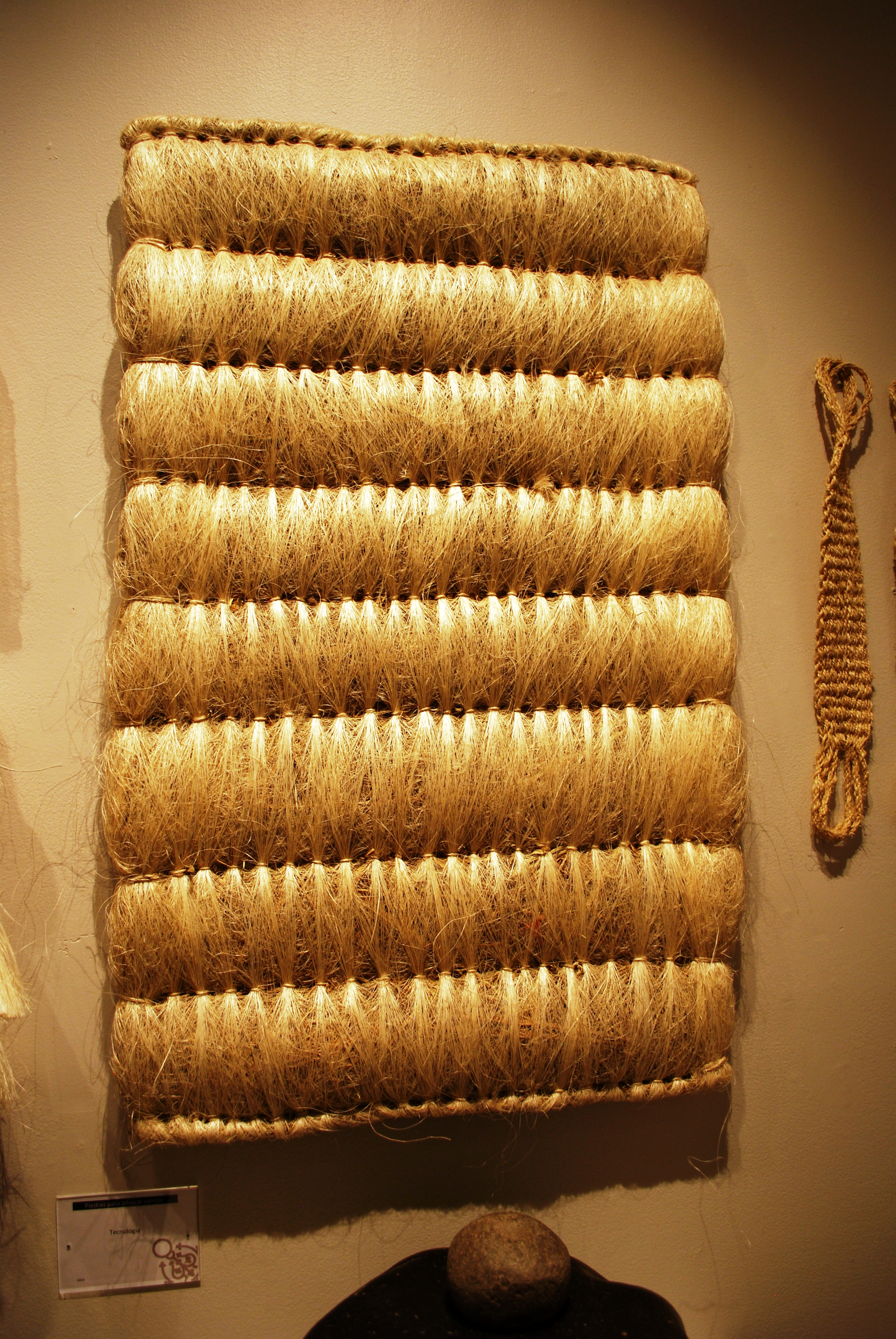
Fibres d'istle
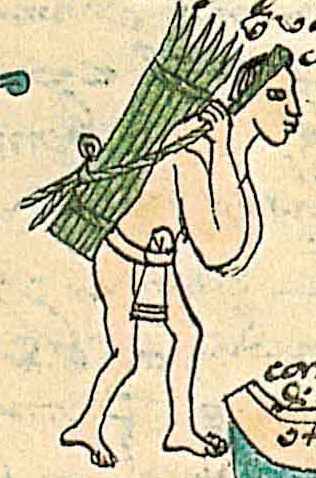
Mecapal sur le front, charge sur le dos. Codex Mendocino
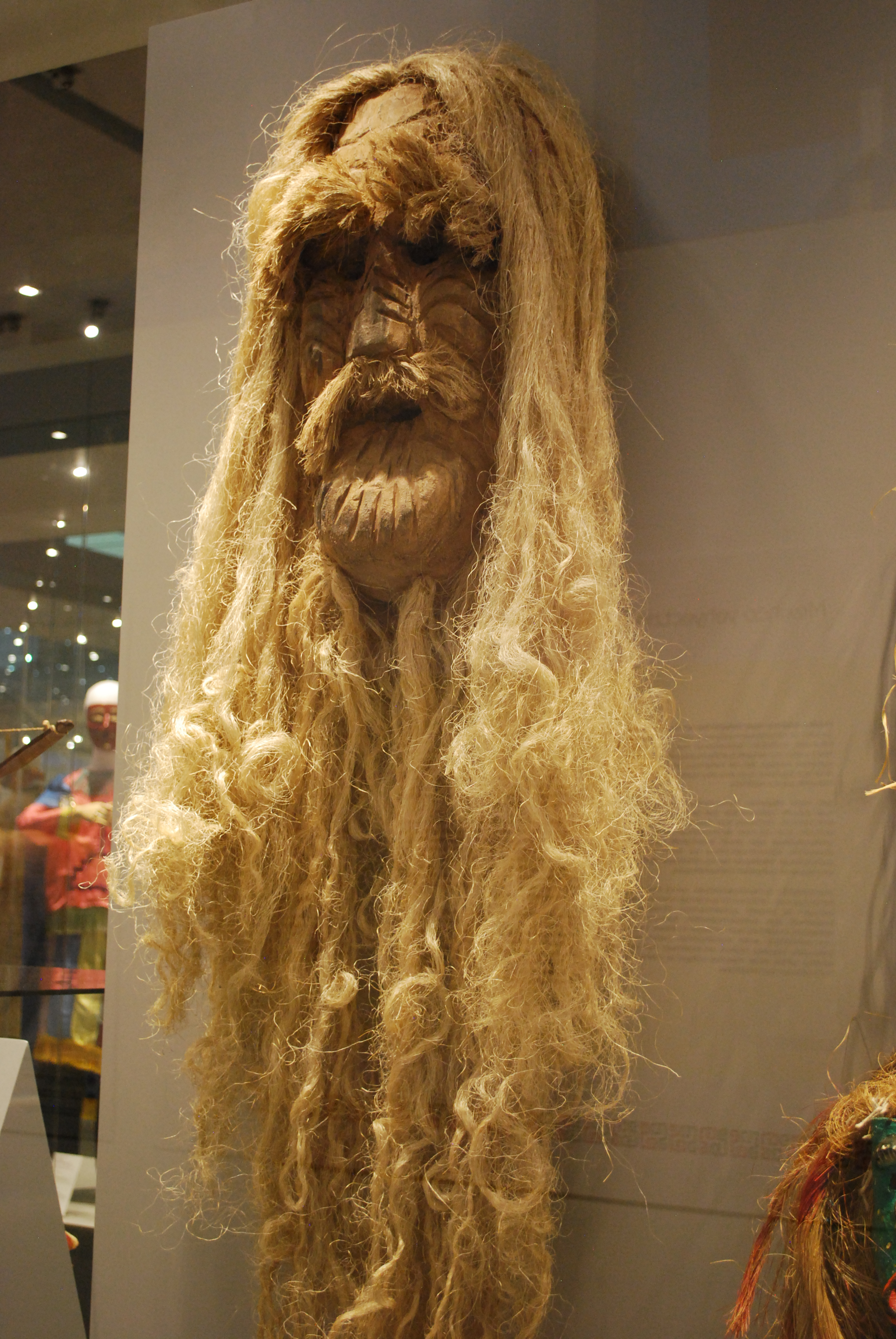
Masque mazahua
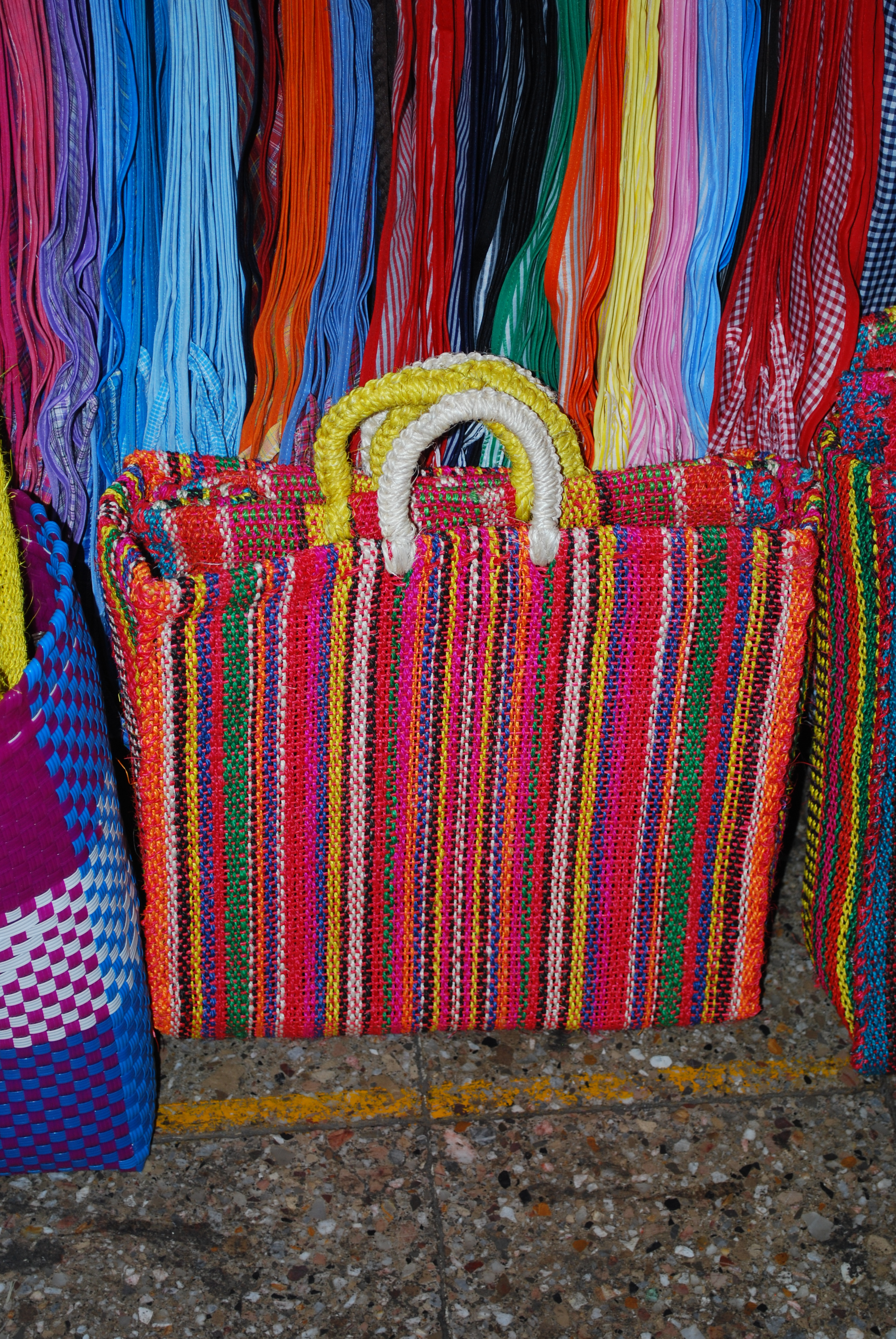
Sac traditionnel
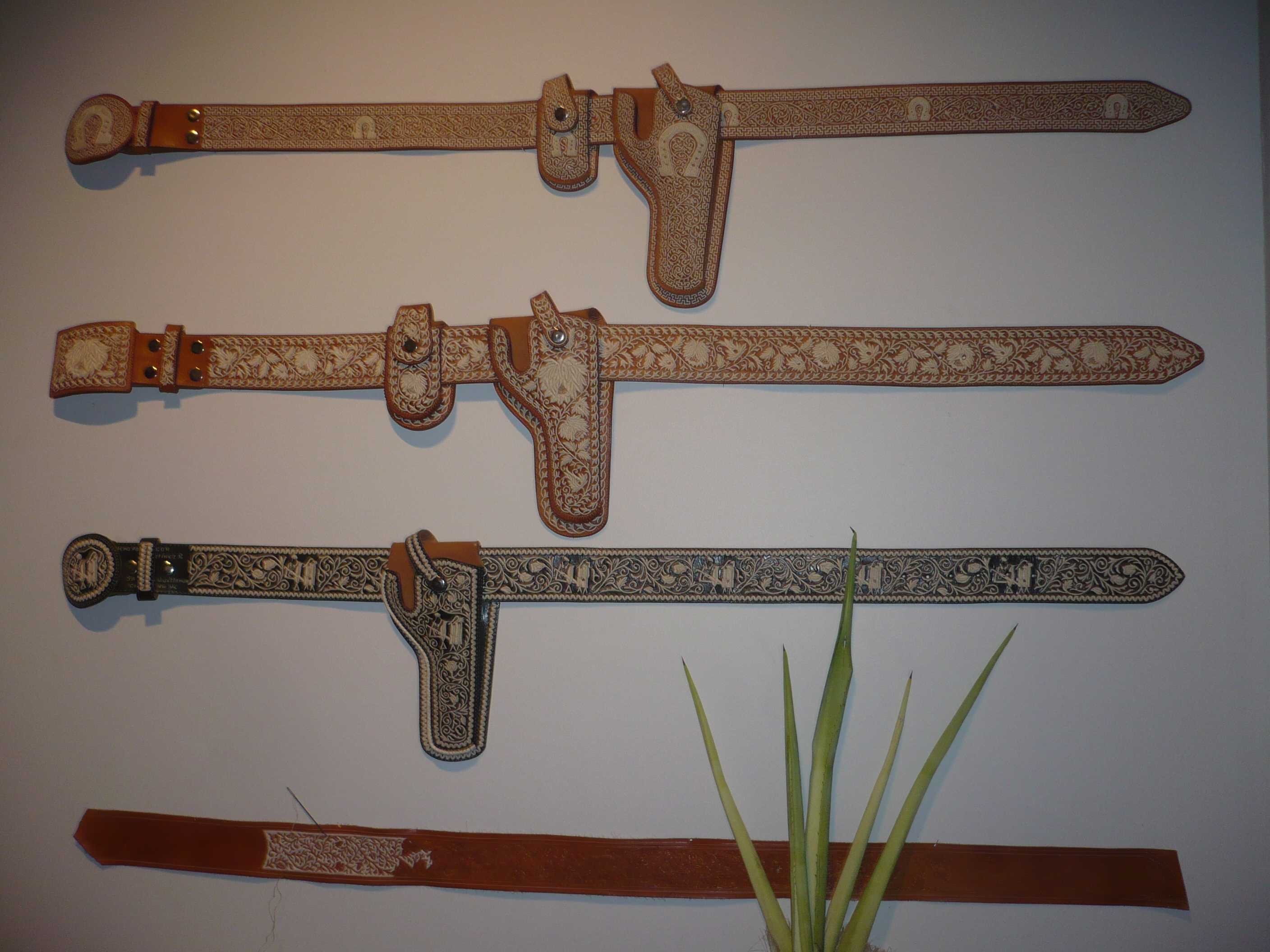
La ceinture de charro est d'art piteado, c'est-à-dire en cuir avec du pita ou de l'istle.
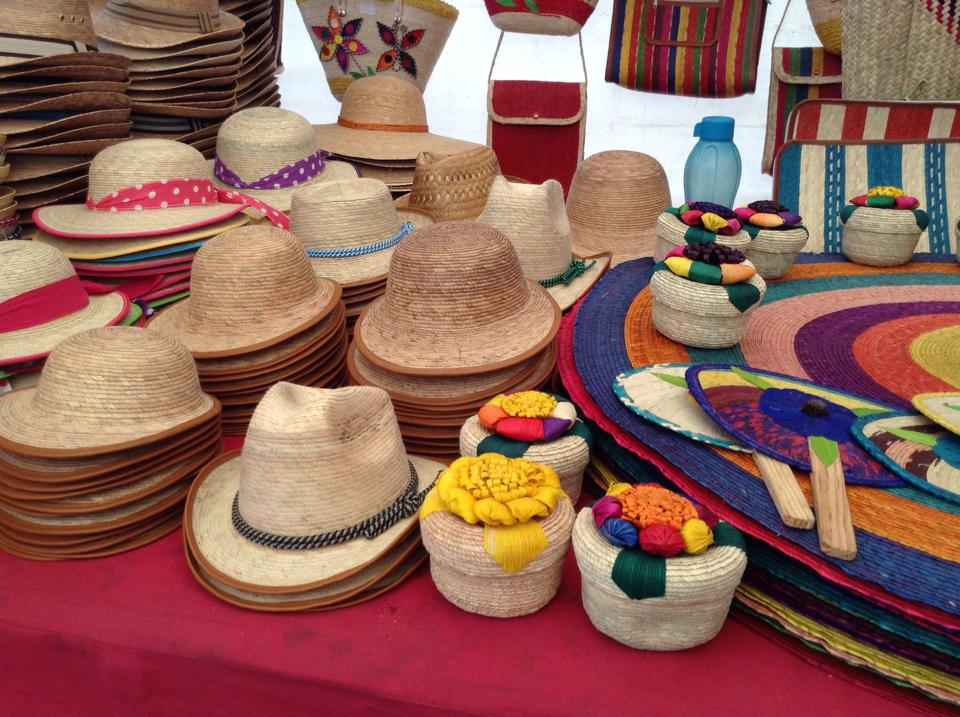
Chapeaux et autres articles d'artisanat en palmier ou istle
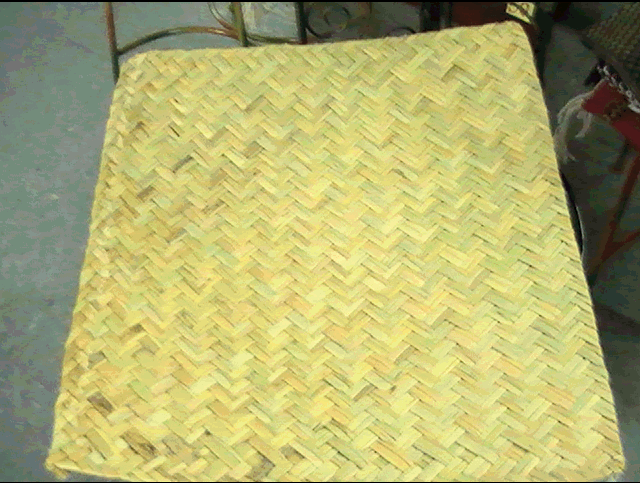
Petate
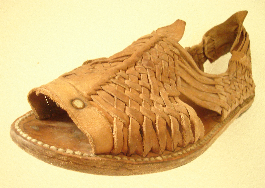
Huarache